# Inversión (imagen)
En la edición digital de imágenes se llama inversión de un color a la determinación del color opuesto en ese modelo de color. Es una operación que afecta a cada pixel, independiente de su vecindad. La imagen inversa puede ser imaginada como "la inversa" o como el "negativo" de una imagen.

## Inversión en elespacio RGB
En el caso del modelo de color RGB se determina el valor inverso de un color restando del valor máximo el valor del color original.

## Ejemplo numérico
Un pixel tiene los valores R(rojo)=55, G(verde)=128 y B(azul)=233 en una resolución de color de 255 (corresponde a una profundidad de color de 8 bits.
El inverso de este color es por lo tanto:
```
R = 255 - 55  = 200
G = 255 - 128 = 127 
B = 255 - 233 = 22
```

## Ejemplo visual

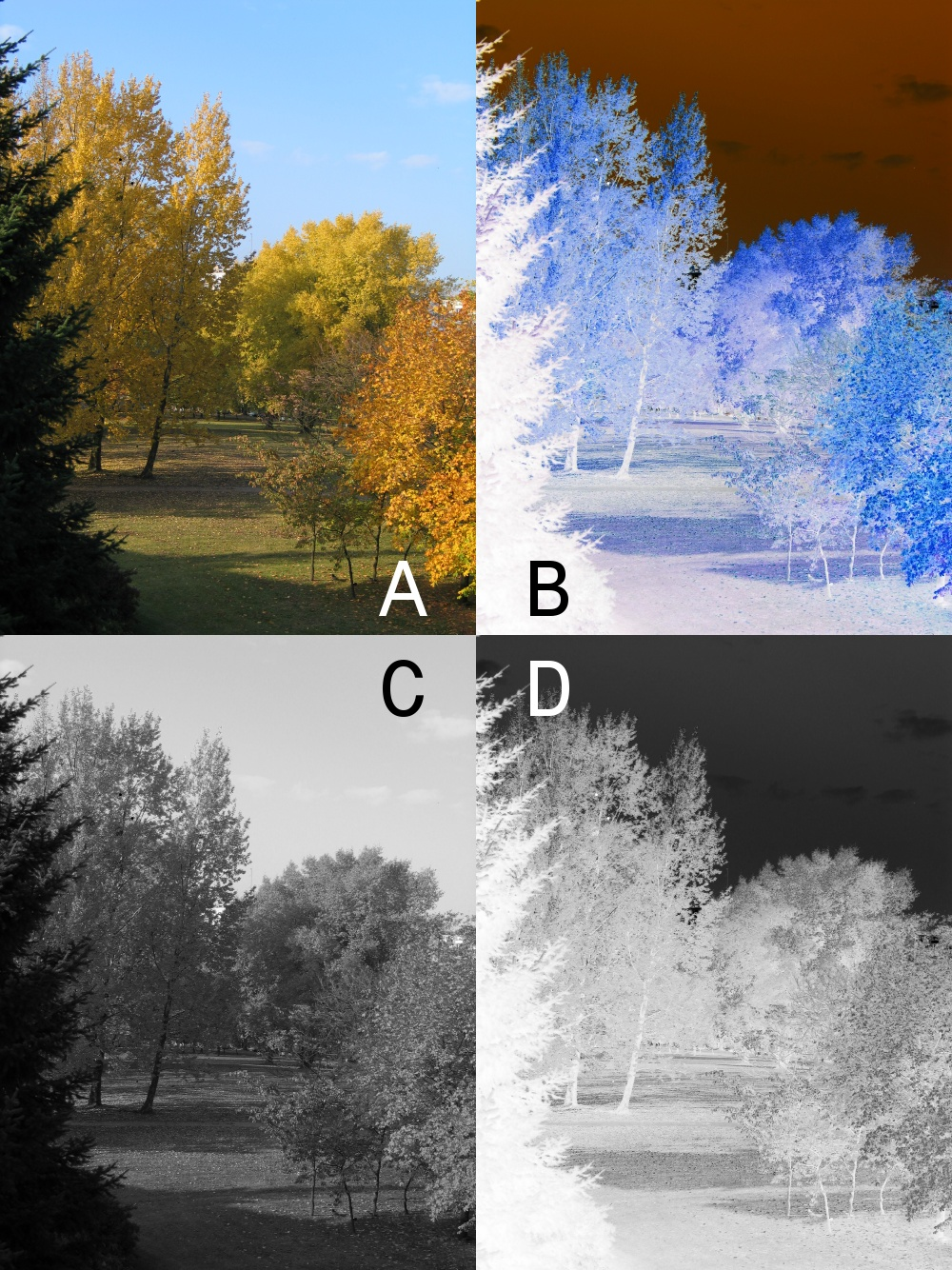
Imágenes mostrando 2 inversiones de colores, a la izquierda dos fotos originales y a la derecha su correspondiente inversión.

| A | Positivo de la imagen A en red          |
| B | C=Inverso de la imagen A                |
| C | Positivo de la imagen A en tonos grises |
| D | D=Negativo de la imagen C               |

- Datos: Q1268252